# 小鬼湖
小鬼湖，又名巴油池或巴尤池（本意為湖泊），是臺灣南部高山湖泊，海拔2040公尺，位於臺東縣卑南鄉西部，臨近與屏東縣霧台鄉的交界線。該湖位處中央山脈南段拉嘎拉嘎爾山西南，與大鬼湖同為魯凱族的聖地之一。該區野生動物資源十分豐富，是目前最有可能找到臺灣雲豹的地方，因此行政院農業委員會在1988年將其劃入大武山自然保留區，而後林務局也在1992年將大、小鬼湖劃為雙鬼湖國有林保護區，以保護臺灣最原始的高山湖泊生態系。

## 湖泊結構
小鬼湖的形狀呈現長條形，為東南－西北走向，長約800公尺，寬度最大為113公尺。至於其周長則為1.99公里，面積5.13公頃，平均深度0.76公尺，最深處為1.5公尺。其水源來自周圍的山林流水，而湖水又從西邊流出，成為高屏溪支流隘寮北溪的源頭。

## 周圍環境
小鬼湖周圍有著臺灣杉的純林，為靜宜大學生態研究所的探勘隊在2002年2月至雙鬼湖地區探勘時所發現。林區面積有1300公頃，數量在萬株以上。

## 外部連結
- 國家重要濕地保育計畫：小鬼湖濕地